# 德拉伊斯梅尔汗边疆区

联邦直辖部落地区

德拉伊斯梅尔汗边疆区（英语：Frontier Region Dera Ismail Khan），是巴基斯坦联邦直辖部落地区的一个边疆区。该区以邻近的德拉伊斯梅尔汗县命名。北邻南瓦济里斯坦特区，南邻德利加兹汗县、阿富汗，西邻佐布县。该边疆区由德拉伊斯梅尔汗县的县协调主管管理。